# Prosimulium erythronotum
Prosimulium erythronotum är en tvåvingeart som beskrevs av Rubtsov 1956. Prosimulium erythronotum ingår i släktet Prosimulium och familjen knott. Inga underarter finns listade i Catalogue of Life.